# Perltinamu
Das Perltinamu  (Eudromia elegans) oder Perl-Tinamu, auch oder Perlsteißhuhn genannt, ist eine Art aus der Familie der Steißhühner, die im südlichen Südamerika beheimatet ist und dort zu den Standvögeln zählt. 

## Merkmale
Perltinamus erreichen ausgewachsen eine Körperlänge von 37 bis 41 Zentimetern und wiegen zwischen 400 und 800 g. Charakteristisch für sie ist die lange, meist nach vorne gebogene Haube. Das Körpergefieder ist hell bis dunkelbraun. Die Flügel weisen zahlreiche weiße Flecken auf. Ein heller Streifen verläuft hinter dem Auge, ein weiterer unterhalb davon.

## Verbreitung
Perltinamus sind relativ scheue Vögel, die sich in kleinen bis mittelgroßen Gruppen in Waldgebieten, Grasland und im Gebüsch aufhalten.

Verbreitungsgebiet des Perltinamua

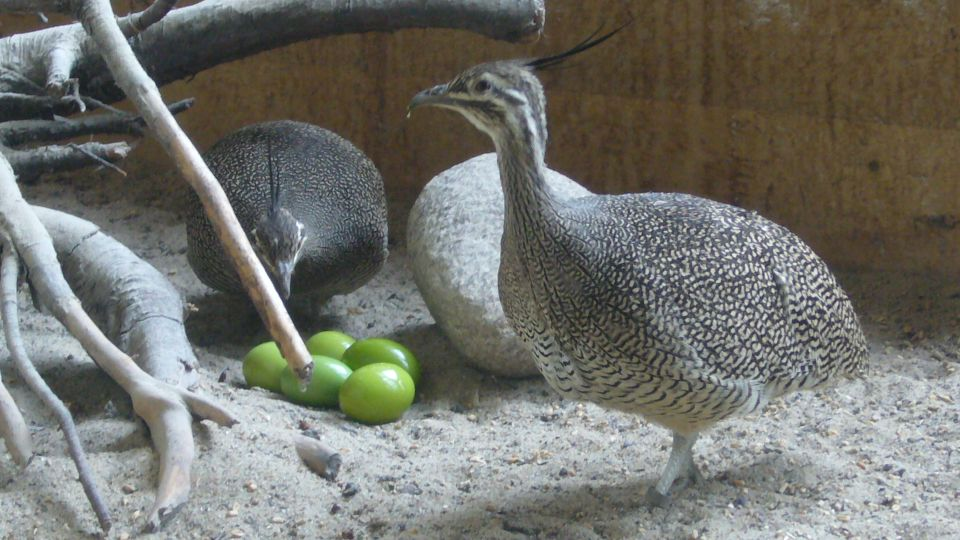
Perltinamu mit Gelege

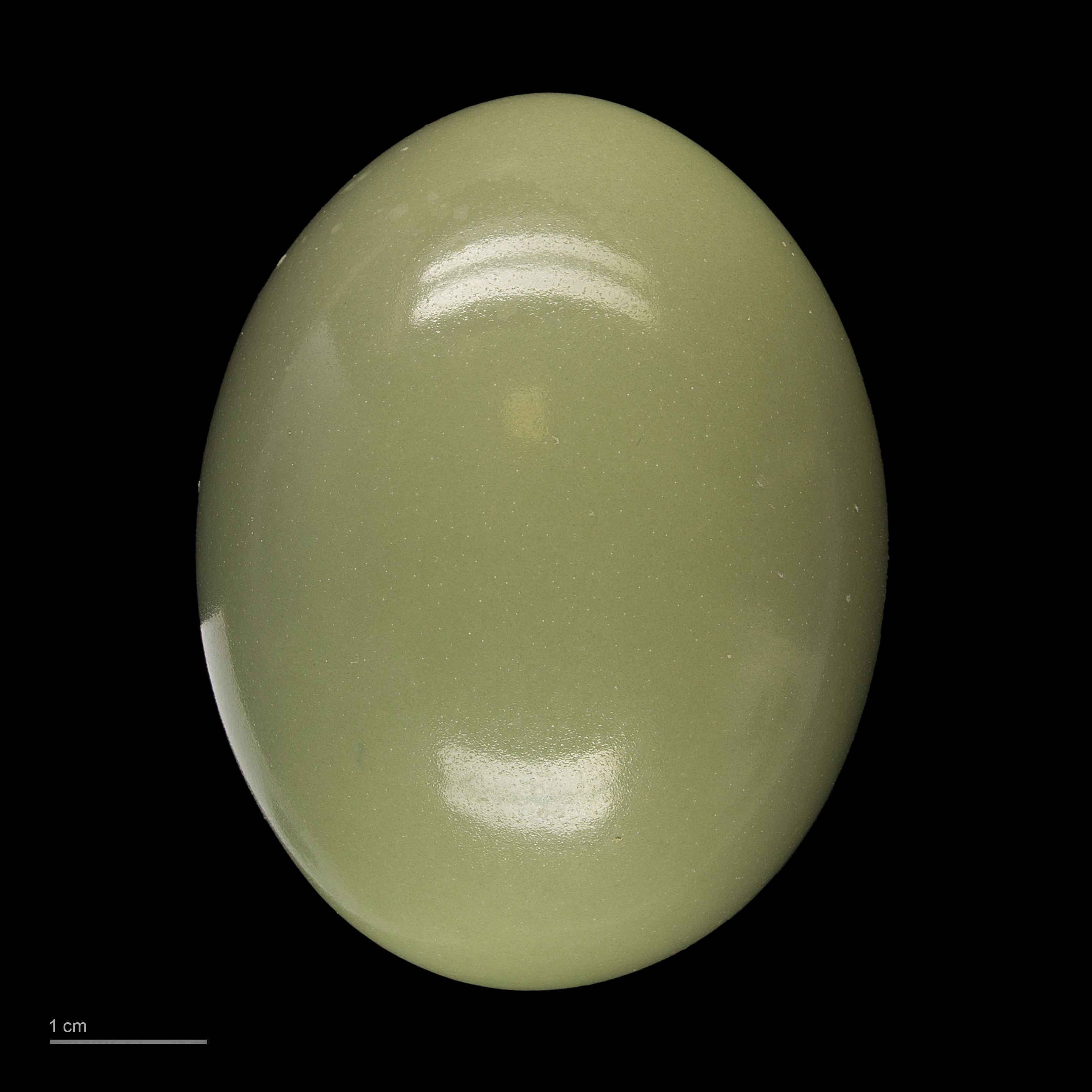
Ei von Eudromia elegans

## Unterarten
Es sind zehn Unterarten beschrieben worden, die sich vor allem in ihrer Färbung unterscheiden:
- Eudromia elegans elegans I. Geoffroy Saint-Hilaire, 1832[2] kommt im südlichen zentralen Argentinien vor.
- Eudromia elegans intermedia (Dabbene & Lillo, 1913)[3] ist im Nordwesten Argentiniens verbreitet.
- Eudromia elegans magnistriata Olrog, 1959[4] ist im nördlichen zentralen Argentinien verbreitet.
- Eudromia elegans riojana Olrog, 1959[4] kommt im westlichen zentralen Argentinien vor.
- Eudromia elegans albida (Wetmore, 1921)[5] kommt im westlichen zentralen Argentinien vor.
- Eudromia elegans wetmorei Banks, 1977[6] ist im Westen Argentiniens verbreitet.
- Eudromia elegans multiguttata Conover, 1950[7] kommt im östlichen zentralen Argentinien vor.
- Eudromia elegans devia Conover, 1950[8] ist im Südwesten Argentiniens verbreitet.
- Eudromia elegans patagonica Conover, 1950[9] ist im Süden Chiles und dem Süden Argentiniens verbreitet.
- Eudromia elegans numida Banks, 1977[10] ist in Zentralargentinien verbreitet.